# Jebe
Jebe,  Djebe o Dschebe-Noion  (del mongol bichig: ᠵᠡᠪᠡ, cirilico: Зэв, (Zev), literalmente «punta de flecha»), igualmente llamado Zev janjin (ᠵᠡᠪᠡ
ᠵᠠᠩᠵᠤᠨ, Зэв жанжин, general Zev), fue uno de los cuatro perros feroces de Gengis Kan, con Qubilai, Djelmé y Subotai. Formaba parte de la tribu Tayitchi'out antes de su inclusión en el ejército de Gengis Khan.

## Al servicio de Temujin
Cuando Temujin venció en batalla a Targutai, recibió una flecha en el cuello, de la que pudo salvarse. Mientras volvían al río Onon, un jinete se presentó ante los mongoles y se abrió paso hasta Temujin. El recién llegado dijo llamarse Dschirguadei, de la tribu Issut, y que era quien en la batalla le había disparado la flecha, que si ahora lo mataba no haría más que manchar el suelo con sangre, pero si le dejaba unirse a él le sería siempre fiel.
Los soldados se preparaban para matarlo, pero Temujin no lo permitió, pues se dio cuenta de que si alguien quiere matar a su enemigo ocultará el secreto, sin embargo aquel hombre nada le ocultaba. Lo aceptó como compañero, le dio nueve hombres para llevarlos como cabo, también le cambió el nombre y le puso Jebe (Dschebe, flecha).
Más tarde, Jebe se convirtió en Dschebe-Noion (Príncipe Flecha), que fue el primero en entrar en China, atravesar Pamir y quien, junto con Subutai, arrolló a los persas, pasó el Cáucaso y venció a los príncipes rusos.